# Ylä-Hyyvikäs
Ylä-Hyyvikäs är en sjö i kommunen Savitaipale i landskapet Södra Karelen i Finland. Arean är 36 hektar och strandlinjen är 2,62 kilometer lång. Sjön  ingår i Vuoksens huvudavrinningsområde.   Den ligger omkring 45 kilometer väster om Villmanstrand och omkring 170 kilometer nordöst om Helsingfors. 